# Contadoras de la FCA UASLP
Die Contadoras de la FCA UASLP (dt. „Buchhalterinnen der FCA UASLP“) sind eine Frauenfußballmannschaft der Facultad de Contaduría y Administración de la Universidad Autónoma de San Luis Potosí (dt. „Fakultät für Rechnungswesen und Betriebswirtschaft der Autonomen Universität von San Luis Potosí“), kurz FCA UASLP, einer Verwaltungseinheit der Universidad Autónoma de San Luis Potosí (UASLP). Ihr Sitz befindet sich in San Luis Potosí, der Hauptstadt des gleichnamigen Bundesstaates in Mexiko, wo die Mannschaft auch ihre Heimspiele im Estadio Alfonso Lastras Ramírez austrägt.

## Dreimal in Folge Finalist
Die Mannschaft erreichte 2013 und 2014 dreimal in Folge die Finalspiele um die mexikanische Frauenfußballmeisterschaft. Während die Finalspiele beim ersten Versuch in der Clausura 2013 ebenso verloren wurden wie beim dritten Versuch in der Clausura 2014, gelang im dazwischen liegenden Finale der Apertura 2013 der Sieg und somit der Gewinn des Meistertitels.